# Ippolito da Pastina
Ippolito di Pastina, noto anche come Polito Pastina o Ippolito da Pastena (Salerno, 1615 circa – 1656 circa), è stato un rivoluzionario italiano, animatore di una rivolta popolare che ebbe luogo a Salerno nel 1647 e che si concluse nel 1648.

## Biografia
Nato intorno al 1615 nel popoloso rione Fornelle di Salerno, parallelamente ai moti guidati da Masaniello a Napoli, Ippolito da Pastena aizzò il popolo salernitano contro le ingiustizie sociali che funestavano la città e, più in generale, tutti i possedimenti italiani della monarchia asburgica. All'epoca dei moti, le condizioni sociali ed economiche del popolo salernitano rasentavano la miseria più nera, soprattutto se paragonate ai privilegi di cui godevano le poche famiglie nobili della città. Ippolito era reduce da dieci anni di galera, quando le voci sulla rivolta napoletana raggiunsero Salerno. L'uomo si era appena arruolato nelle milizie mercenarie del duca di Nocera, composte perlopiù da briganti e delinquenti senza scrupoli, che approfittavano della caotica situazione dovuta alla caduta della famiglia Sanseverino (Salerno era, di fatto, una città senza reggente) per portare scompiglio in città. La sua furbizia gli fu utile per trasformare delle semplici razzie da briganti in un moto popolare organizzato: Ippolito instillò nel popolo l'odio per i privilegiati, toccando il tasto della vendetta sociale e cavalcando l'entusiasmo che avevano provocato le voci provenienti da Napoli.
Ippolito raggruppò, quindi, un esercito di soldati popolani, male armati e per nulla istruiti, e prese possesso di Salerno e di molti paesi della provincia. Scelse di dislocare il comando della rivolta poco lontano dal centro cittadino. Il deposito del Comando Popolare venne ubicato nell'antico Forte La Carnale, una fortificazione sul mare costruita nel XVI secolo per difendere la città dagli assalti dei Saraceni.
Gli spagnoli ripresero una prima volta possesso della città. Ma l'8 dicembre 1647, Ippolito marciò nuovamente su Salerno e la rioccupò. I francesi, in lotta con gli spagnoli per il predominio politico dell'epoca, appoggiarono la rivolta salernitana. Ippolito approfittò dell'improvviso potere per costruirsi una notevole ragnatela di rapporti politici con i potenti dell'epoca. Dopo la morte di Masaniello, il Duca di Guisa conferì a Ippolito il titolo di vicario generale della Basilicata e del Principato, estendendone, di fatto, l'autorità anche su Napoli, dove Ippolito si trasferì.
Diventato condottiero, venne poi sconfitto dagli Asburgo, che rioccuparono Napoli il 5 aprile 1648, costringendolo alla fuga. Si rifugiò, allora, a Salerno, che ormai stava per capitolare a causa della scarsità di mezzi da opporre agli Spagnoli. Ippolito sciolse l'esercito e riparò a Roma.
Bastò poco, però, perché Ippolito ritornasse prepotentemente sulla scena. Il condottiero si presentò sul vascello del comando della flotta francese, nel golfo di Salerno, il 9 agosto del 1648, a fianco del Comandante Tommaso di Savoia e, dopo aspri combattimenti, con l'aiuto dall'interno della città dei sostenitori di Ippolito, riuscirono a conquistare la parte nord di Salerno e Vietri. La riconquista completa dell'intera città, tuttavia, fallì; l'impresa fu abbandonata e Ippolito si ritirò insieme alla flotta di Tommaso Carignano di Savoia.
Nel 1654, infine, Ippolito spalleggiato dal Duca di Guisa, tentò, con uno sbarco a Castellammare di Stabia, di agitare una nuova sommossa contro gli Asburgo, senza riuscirci.
Di Ippolito di Pastina si perdono le tracce nel 1656. Il condottiero potrebbe essere morto di peste, durante la terribile epidemia di quell'anno, e il suo corpo sarebbe stato bruciato. Questa è l'ipotesi più attendibile. 
Un'altra ipotesi, poco avallata da documentazioni, è che Ippolito sia morto per cause naturali in Francia. Il suo nome, comunque, venne per secoli accomunato a quello dei tanti delinquenti comuni e briganti messi a morte dagli spagnoli nel periodo della loro dominazione sul Meridione.

## Opere
Le sue gesta vengono raccontate in un libro scritto nel 1908 da Giacinto Carucci, dal titolo "Il Masaniello Salernitano" e nella commedia musicale "Ippolito Pastina" del commediografo salernitano Franco Pastore.